# Nachman Blumental
Nachman Blumental (ur. 12 maja 1902 w Borszczowie, zm. 8 listopada 1983 w Tel Awiwie) – żydowski historyk, w latach 1947–1949 dyrektor Żydowskiego Instytutu Historycznego, działacz Centralnej Żydowskiej Komisji Historycznej.

## Życiorys
Urodził się jako piąte z siedmiorga dzieci kupca, Lejby Blumentala i Batii (Basi) z d. Meisels, córk irabina ze Złoczowa. Jego dalekim krewnym był Dow Ber Meisels, a bratem wujecznym Nachman Majzel.
W latach 20. XX wieku ukończył studia na Uniwersytecie Warszawskim, następnie pracował jako nauczyciel filozofii w lubelskim Gimnazjum Humanistycznym Towarzystwa Zakładania Szkól Żydowskich, jego uczennicą była Róża Fiszman-Sznajdman, która opisała Blumentala w swoich wspomnieniach. Prowadził działalność naukową i popularyzatorską, publikował artykuły m.in. w czasopismach „Lubliner Togblat”, „Literarisze Bleter”, „Wochnblat”, „Arbeter-Cajtung” i „Farojs”. W 1926 roku przetłumaczył na język jidysz skróconą wersję powieści Chłopi Władysława Reymonta, wydaną pod tytułem Pojerim. Tłumaczył również inne utwory Reymonta.
W drugiej połowie lat 30. XX wieku poślubił nauczycielkę języka polskiego Marię (Manię) Tewel. W marcu 1936 roku w wyniku konfliktu z dyrektorem gimnazjum, Abrahamem Pasternakiem, Blumental został zwolniony z pracy. Zwolnienie Blumentala wywołało protesty ze strony nauczycieli, absolwentów oraz związku zawodowego nauczycieli żydowskich, decyzja dyrektora pozostała jednak niezmieniona. Latem 1936 roku Blumentalowie wyjechali do Łodzi, gdzie zamieszkali przy ulicy Zacisze 6/8/10 i podjęli pracę w szkołach żydowskich.
Po wybuchu II wojny światowej wraz z żoną przedostał się na tereny pozostające pod okupacją radziecką, zamieszkali w Borszczowie. W lutym 1940 roku urodził się im syn, Ariel. Niedługo później Blumental wraz z bratem Mojżeszem (adwokatem), zostali zesłani w głąb Związku Radzieckiego. W 1942 roku przebywał w Fiodorowce w Baszkirskiej Autonomicznej Socjalistycznej Republice Radzieckiej. Po ataku Niemiec na ZSRR żona i syn Blumentala przedostali się do Dębicy, gdzie ukryli się na jakiś czas u bratowej Marii Felicji Bawół-Tewel. W styczniu 1943 roku zostali wykryci przez Niemców i następnie rozstrzelani na cmentarzu żydowskim w Wielopolu Skrzyńskim, po wojnie ich szczątki ekshumowano i pochowano na cmentarzu żydowskim przy ulicy Okopowej w Warszawie. Z całej rodziny Blumentala wojnę przeżyli jedynie Mojżesz i Nachman.
Na początku 1945 roku przyjechał do Lublina, następnie został członkiem Centralnej Żydowskiej Komisji Historycznej. Niedługo później wraz z CŻKH przeniósł się do łodzi, latem 1946 roku objął stanowisko dyrektora komisji. W 1947 roku objął funkcję pierwszego dyrektora Żydowskiego Instytutu Historycznego. Od 1948 roku był redaktorem periodyku „Bleter far Geszichte”. Pełnił funkcję biegłego podczas procesów Amona Götha i Rudolfa Hößa, wraz z m.in. Józefem Kermiszem brał udział w wyjazdach Głównej Komisji Badania Zbrodni Niemieckich w Polsce do obozu zagłady w Chełmnie nad Nerem. 
Zaangażował się także w działalność Żydowskiego Komitetu Ziomków Lubelskich w Polsce, brał udział w przygotowaniu lubelskiej księgi pamięci. Był także autorem słownika terminów używanych przez władze okupacyjne w Polsce pod tytułem Słowa niewinne
W 1950 roku wyemigrował do Izraela. Zamieszkał w kibucu Lochame ha-Geta’ot, współpracował z Muzeum Bojowników Getta (m.in. wydawał pismo tej instytucji „Dapim Le-Heker Ha-Sho'ah Veha-Mered”) oraz Instytutem Jad Waszem (był członkiem redakcji pisma „Jedjot Jad Waszem”). Opublikował m.in. protokoły posiedzeń Judenratu getta białostockiego i lubelskiego oraz publikacje dotyczące getta warszawskiego. W 1968 roku przygotował pierwsze wydanie dziennika Adama Czerniakowa. Zajmował się także edycją ksiąg pamięci.
Mieszkał w Jerozolimie, po przejściu na emeryturę przeprowadził się do Tel Awiwu. Ożenił się ponownie, miał syna, Mirona.
Zmarł 8 listopada 1983 roku i został pochowany na cmentarzu w Holonie.

## Publikacje
- „Dokumenty i materiały do dziejów Żydów w Polsce” – tom I: Obozy (opracowanie), Łódź 1946
- „Słowa niewinne” - Kraków-Łódź-Warszawa 1947
- „Sefer Zikkaron Lublin” (redakcja), Tel-Awiw 1957
- „Ha-Meri ve-ba-Mered-be-getto Varsha” (wraz z Josephem Kermishem), Jerusalem 1965
- „Shmuesn vegn der Yidisher literatur unter der Daytsher okupatsye”, Buenos-Ayres, 1966
- „Verter un Vertlech fun der Khurbn-Tkufe”, Izrael 1981